# St. Marien (Seligenstadt)

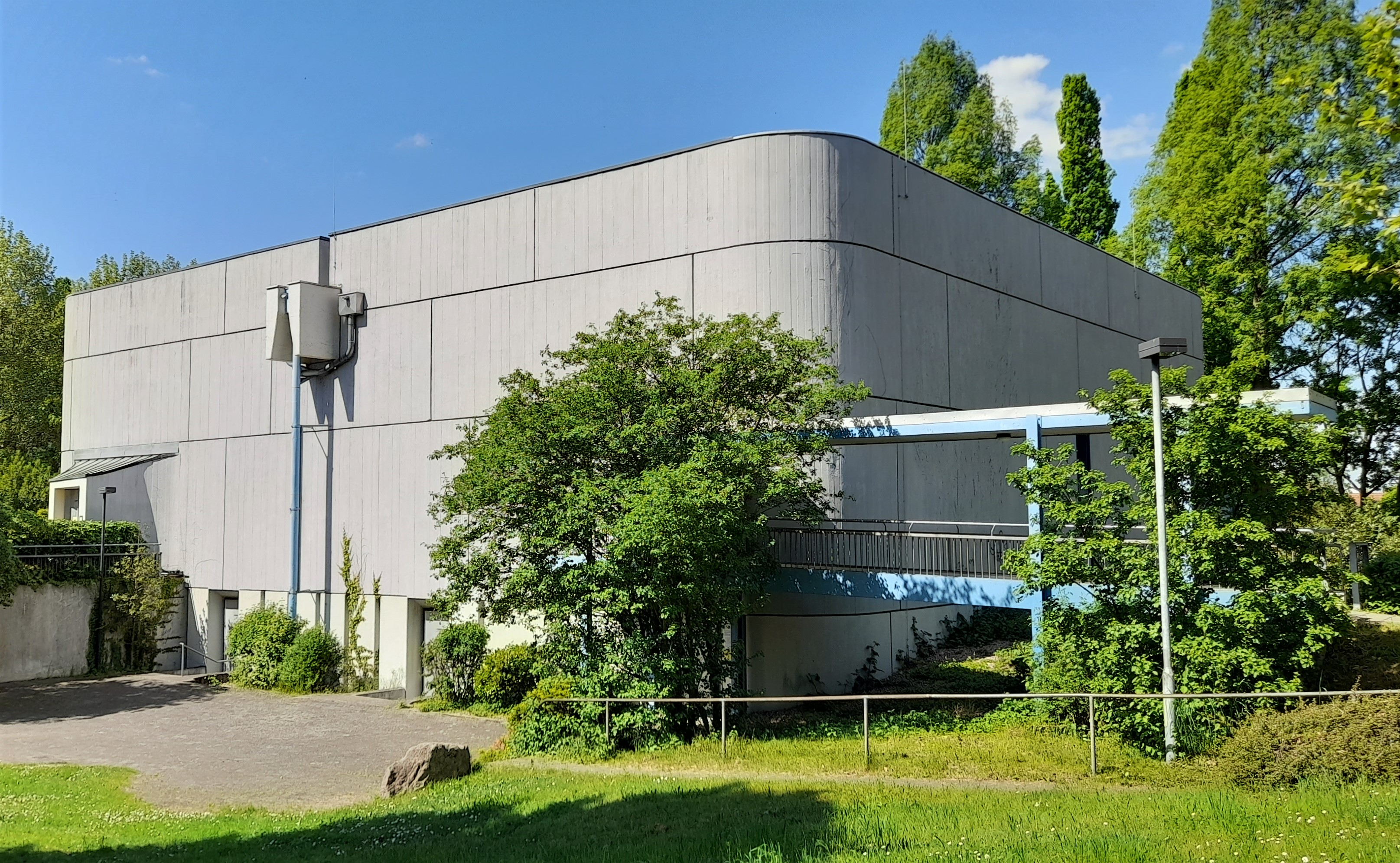
Südansicht der katholischen Kirche St. Marien in Seligenstadt, erbaut von 1969 bis 1972

Die römisch-katholische Pfarrkirche St. Marien ist ein unter Denkmalschutz stehendes, im Stil der Moderne errichtetes Kirchengebäude in Seligenstadt, einer Mittelstadt im südhessischen Landkreis Offenbach. Die Pfarrgemeinde gehört zum Pastoralraum Mainbogen, der Teil der Region Mainlinie im Bistum Mainz ist. Die der Gottesmutter Maria gewidmete Kirche wurde vom Architekten Gisberth Hülsmann entworfen und wird im Volksmund auch Sankt Beton, Der Bunker oder Bunkerkirche genannt.

## Geschichte

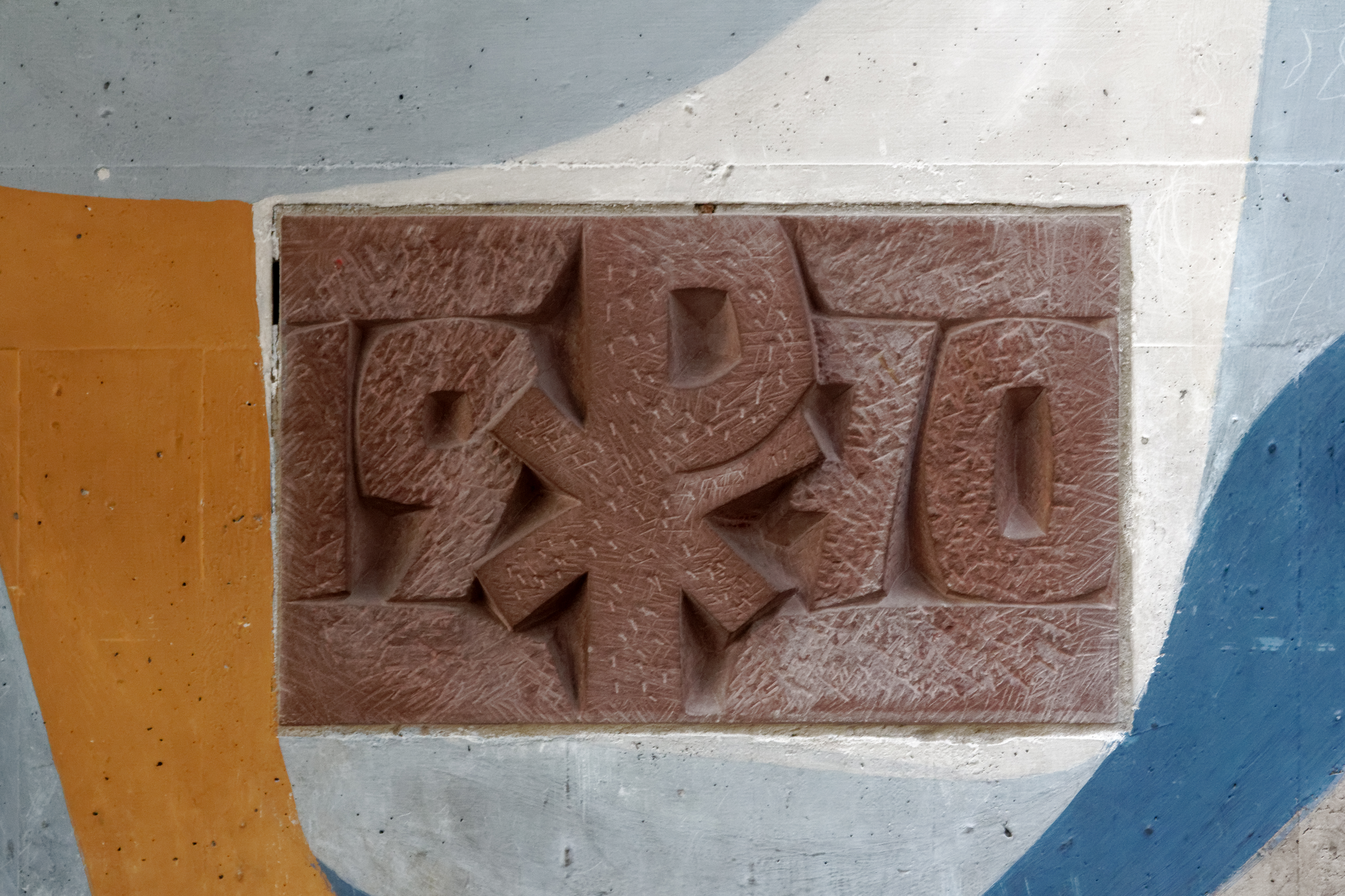
Grundstein der Kirche mit Christusmonogramm und der Jahreszahl 1970

Die Pfarrei St. Marien wurde am 28. Februar 1966 im Zuge des starken Nachkriegswachstums Seligenstadts als zweite römisch-katholische Gemeinde der Stadt gegründet. Bereits vor dem Bau der heutigen Kirche wurden Mitte der 1960er-Jahre mit der Errichtung eines Pfarrhauses sowie einer Kindertagesstätte (nach Plänen der Architekten Günther Laber und Wilhelm Puth) zwischen Steinweg und Kapellenstraße erste kirchliche Räumlichkeiten geschaffen, die am 1. Mai 1965 eingeweiht wurden und der Gemeinde in den Anfangsjahren zur Feier von Gottesdiensten dienten.
Um dauerhaft die Feier der heiligen Eucharistie in einem angemessenen Rahmen zu ermöglichen, wurde schon kurz nach Gründung der neuen Pfarrei ein Architektenwettbewerb zum Bau einer eigenen Pfarrkirche ins Leben gerufen. Aus diesem ging der Bonner Architekt Gisberth Hülsmann als Sieger hervor, der sich mit seinem Entwurf auch gegen den wohl bekanntesten Teilnehmer, den Würzburger Dombaumeister Hans Schädel, durchsetzen konnte. Seine Baupläne orientierten sich stark an der Kirche St. Walburga in Porta Westfalica, die von seinem ehemaligen Mitarbeiter Emil Steffann entworfen worden war.
Nachdem im Jahr 1969 mit dem Bau der Pfarrkirche begonnen worden war, konnte nach dreijähriger Bauzeit im Jahr 1972 der erste Gottesdienst im Kirchenneubau gefeiert werden. Der in den Plänen Hülsmanns angedachte Bau eines südlich an die Kirche anschließenden Gemeindezentrums wurde im Gegensatz zur Pfarrkirche selbst nie realisiert. Am 15. Juni 1975 wurde das neue Gotteshaus geweiht. In Anlehnung an die alte, 1817 abgebrochene Seligenstädter Stadtpfarrkirche Unsere Liebe Frau trägt die neue Kirche offiziell das Patrozinium Mariä Verkündigung, wird heute jedoch in der Regel lediglich St. Marien genannt.
1979 gestaltete der Mainzer Maler Alois Plum die zuvor ungeschmückt grauen, betonsichtigen Wände des Innenraums der Kirche, indem er Motive aus dem Leben Mariens und der Offenbarung des Johannes aufgriff und in einer figurativen Wandmalerei darstellte. Eine weitere markante Veränderung erfuhr St. Marien, als Ende der 1980er-Jahre Altar und Ambo der Oberkirche durch den Berliner Bildhauer Paul Brandenburg erneuert wurden und das Kirchendach saniert wurde. In den 1990er-Jahren wurde die Ausstattung der Oberkirche um eine Orgel ergänzt, die Ausstattung der Unterkirche um eine Orgel ebenso wie einen Altar.
Im Dezember 2002 folgte die Aufstellung eines mittelalterlichen Sarkophags mit Gebeinen, die vermutlich von Graf Drogo stammen, in der Unterkirche von St. Marien durch den Förderkreis historisches Seligenstadt. Obwohl nicht eindeutig bewiesen werden konnte, dass es sich auch wirklich um die sterblichen Überreste des Grafen handelt, deuten viele bei genaueren Untersuchungen gewonnene Erkenntnisse darauf hin und lassen die Hypothese sehr wahrscheinlich erscheinen. Die Gebeine waren bei Grabungen auf dem Areal des Seligenstädter Friedhofs gefunden worden, dort, wo einst die Eigenkirche des Grafen stand. Der Gedanke hinter der Unterbringung seiner Gebeine in St. Marien bestand darin, die moderne Kirche noch stärker in die Tradition der heute nicht mehr erhaltenen Seligenstädter Stadtpfarrkirche Unsere Liebe Frau zu setzen, deren Vorgängerbau von Graf Drogo gestiftet und erbaut worden sein soll.

## Baubeschreibung
Die Pfarrkirche St. Marien liegt nordwestlich der Seligenstädter Altstadt zwischen dem Main im Osten und der Bahnstrecke Hanau-Erbach im Westen. Das an der Kreuzung von Kapellenstraße und Steinweg errichtete, schlichte Kirchengebäude besitzt keinen Kirchturm, sondern besteht ausschließlich aus einem Kirchenschiff, welches sich in leichter Hanglage auf annähernd quadratischem Grundriss erhebt. Der zweigeschossige Kirchenkubus mit abgerundeten Ecken besteht aus geschaltem Ortbeton, der nach außen durch vorgefertigte Betonplatten verkleidet wird. Das Obergeschoss, welches auch Oberkirche genannt wird, kann sowohl über einen überdachten Steg von der Kapellenstraße im Osten als auch über den oberen Pfarrhof vom Steinweg im Süden betreten werden. Das Untergeschoss, auch Unterkirche genannt, kann entweder über zwei Eingänge am unteren Pfarrhof im Süden oder über eine geschwungene Rampe im Südosten des Innenraums, die beide Stockwerke miteinander verbindet, erreicht werden.
Der weite zentralisierende Gottesdienstraum der Oberkirche wird von einem Dach aus Holzleimträgern überfangen, die sich alle zu einem verglasten Lichtschlitz in der Mitte hin absenken. Auch der Übergang der hölzernen Dachkonstruktion zu den Seitenwänden aus Beton im Nordwesten und Südosten wird durch verglaste Lichtschlitze hergestellt. Alle drei Glasbänder im Dach verlaufen parallel zueinander von Südwesten nach Nordosten und lenken durch ihre Orientierung die Aufmerksamkeit auf die um eine Stufe erhöhte, freistehende Altarinsel vor der Nordostwand des Kirchenraumes. Auch die farbige, im Bereich des Altares besonders großflächige Wandmalerei des Mainzer Künstlers Alois Plum verstärkt durch ihren Kontrast zu den ansonst grauen Betonwänden die Mittelpunktstellung der Altarinsel. Da sie das liturgische Zentrum bildet, ist sie bewusst von allen Seiten durch je zwei Bankblöcke (bzw. optisch nicht hervorgehobene Sedilien an der Nordostwand) umstellt. Einen klassischen Chorraum gibt es nicht, womit sich das Raumkonzept klar an den Richtlinien des Zweiten Vatikanischen Konzils orientiert. Der große Gottesdienstraum bietet Platz für etwa 520 Personen.
Die Unterkirche beherbergt neben Funktionsräumen auch die Sakristei sowie eine Tauf- und Werktagskapelle mit Blockaltar, Taufbecken und dem Sarkophag mit den Gebeinen Graf Drogos.
Die Pfarrkirche St. Marien wird durch ihre strenge Material- und Formensprache vor allem äußerlich von Merkmalen der klassischen Moderne dominiert. Der Innenraum der Kirche ist weit und offen; durch viele künstlerische Details und Farbenspiele, beides typische Elemente der Postmoderne, geht von ihm im Gegensatz zum abweisenden äußeren Erscheinungsbild der Kirche eine einladende Wirkung aus. Obwohl das Kirchengebäude keine äußerlich sichtbaren Seitenfenster aufweist, ist der Gottesdienstraum durch Lichtschlitze im Kirchendach hell und einladend.

## Ausstattung

### Innenraum

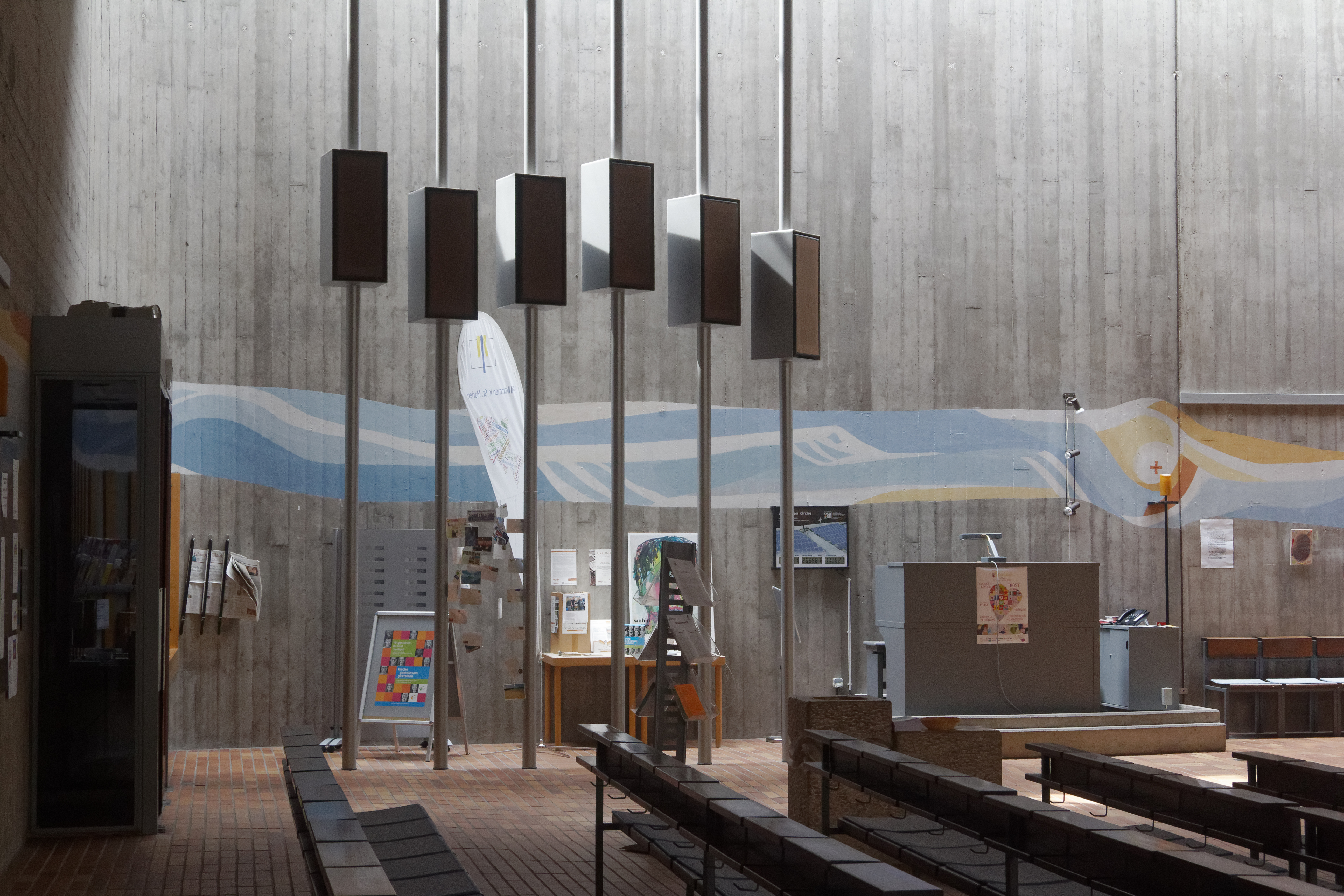
Innenraum der Kirche

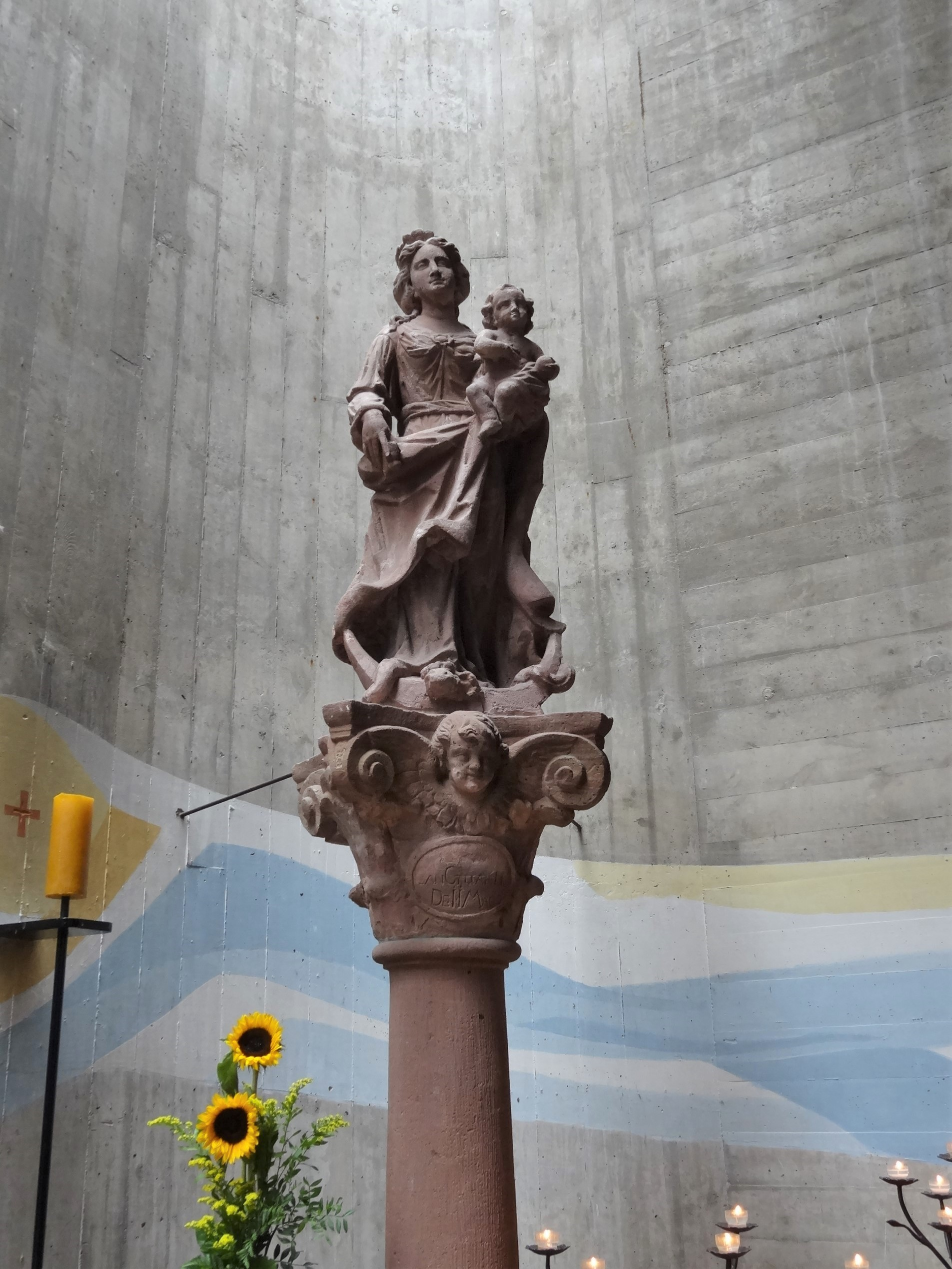
Barocke Marienstatue mit Jesuskind aus rotem Sandstein im Innenraum

Portale, Tabernakel und Taufbecken wurden im Aluminiumguss nach Entwürfen des Architekten der Kirche, Gisberth Hülsmann, angefertigt. Der Tabernakel ist (leicht zur Altarinsel nach Osten versetzt) in die nordöstliche Wand integriert, das Taufbecken befindet sich im „Auge der Rampe“ in der Unterkirche. Durch seine Positionierung im Untergeschoss wird gezielt die Stellung des Taufsakraments als Basis der christlichen Gemeinschaft betont.
Das eiserne Altarkreuz, welches über dem Kopf des gekreuzigten Jesu eine Schlange zeigt, wurde Mitte der 1970er-Jahre von der Mooshausener Bildhauerin Maria Elisabeth Stapp angefertigt. Es soll in seiner Gestaltung und Motivwahl eine Verbindung zwischen dem Sündenfall im Alten Testament (AT) und der Erlösung aller Menschen durch den Kreuzestod Jesu im Neuen Testament (NT) sichtbar machen.
Die 1979 vom Künstler Alois Plum gestaltete Wandmalerei durchzieht den gesamten Innenraum von St. Marien und ist sowohl in der Oberkirche als auch in der Unterkirche zu finden. Sie ist in Gelb-, Rot- und Blautönen gestaltet und greift sowohl Elemente aus dem Leben Mariens als auch der Offenbarung des Johannes auf. Besonders großflächig ist das Kunstwerk an der Altarwand, von wo aus es sich als buntes Farbband entlang der Seitenwände fortsetzt und den gesamten Raum umschließt. In der Mitte des Altarbildes ist Jesus abgebildet, der auf einem Thron sitzt und das Buch des Lebens in seinen Händen hält. Er ist umgeben von 24 Ältesten, die das gesamte Volk Gottes repräsentieren sollen – bestehend aus den zwölf Stämmen Israels aus dem AT und den zwölf Aposteln Jesu aus dem NT. Zudem lassen sich vier Wesen auf dem Wandbild erkennen – ein Mensch, ein Löwe, ein Stier sowie ein Adler; sie stehen symbolisch für die vier Evangelisten Matthäus, Markus, Lukas und Johannes. In einer Reihe knapp oberhalb des den gesamten Raum durchziehenden Farbbandes sind sieben Flammen zu sehen, welche die sieben frühen christlichen Gemeinden repräsentieren sollen und diese durch ihre Darstellungsform mit dem Pfingstereignis in Verbindung setzen sollen. Am linken und rechten Rand des Wandbildes stehen sich ein Stern mit dem Namenszug Mariens und ein siebenköpfiger Drache gegenüber. Beide bilden Gegenpole zueinander: Maria steht für Heil und Leben, der Drache für Unheil und Tod. Das den ganzen Gottesdienstraum umschließende Farbband entspringt aus Jesus im Mittelpunkt des Altarbildes. Es kann als Gnadenstrom oder Lebenswasser verstanden werden; Jesus hält die Gemeinde zusammen und ist für sie da. Im Bereich des Tabernakels lassen sich Symbole für fünf der sieben Sakramente wiederfinden: Nur die Sakramente der Ehe und Priesterweihe fehlen, da der Priester selbst das eine und die Kirchengemeinde in ihrer Beziehung zu Jesus das andere der beiden Sakramente widerspiegelt.
Altar, Ambo und Weihwasserbecken wurden Ende der 1980er-Jahre vom Bildhauer Paul Brandenburg gestaltet und am 10. September 1989 (bzw. 1987?) vom Mainzer Bischof Karl Kardinal Lehmann geweiht. Brandenburgs massiver Steinaltar ersetzte ein einfaches Holzexemplar, das von Gisberth Hülsmann ursprünglich als Holzmodell für die Kirche angefertigt worden war, jedoch entgegen der anfänglichen Planung ein ganzes Jahrzehnt als Mahltisch von St. Marien Verwendung fand. Der heutige Volksaltar besteht neben seiner dicken Travertinplatte auch aus bronzenen Säulen in Form von traubenbehangenen Weinstöcken. Mittig unter der Altarplatte befindet sich eine kleine Gruft, die die Reliquien der Heiligen Petrus und Marcellinus beherbergt, den zwei Schutzheiligen der Stadt Seligenstadt. Auch Ambo und Weihwasserbecken waren anfangs sehr schlicht gestaltet und wurden durch von Brandenburg gefertigte Exemplare ausgetauscht. Das Flammenmotiv des von Alois Plum gestalteten Wandbildes findet sich im Ambo von St. Marien wieder.
Der Altar der Werktagskapelle in der Unterkirche wurde 1996 von Georg Sommer, einem Mitglied der Gemeinde St. Marien, gestaltet. Sommer errichtete unter Einbezug von Steinen der alten karolingischen Seligenstädter Stadtpfarrkirche einen Blockaltar, der heute Reliquien des heiligen Jakobus beherbergt.
Eine barocke Marienstatue mit Jesuskind, die sich ursprünglich auf dem Seligenstädter Friedhof befand, steht in der nordwestlichen Ecke der Oberkirche. Die im 18. Jahrhundert aus rotem Sandstein gefertigte Mariendarstellung wurde aus konservatorischen Gründen vom Friedhof in den Innenraum von St. Marien verlegt, deren Kirchenpatronin sie immerhin darstellt.
Neben der geschwungenen Rampe, die Ober- und Unterkirche miteinander verbindet, steht auf einer zylindrischen Säule in der Oberkirche ein Anfang 2000 aus Bronze gefertigter, unvollkommen wirkender Engelstorso des Warschauer Künstlers Maksymilian Biskupski.
Die zwölf Apostelleuchter der Kirche verteilen sich gleichmäßig zu je drei Stück im Gottesdienstraum der Oberkirche auf alle vier Seitenwände.

### Außengelände

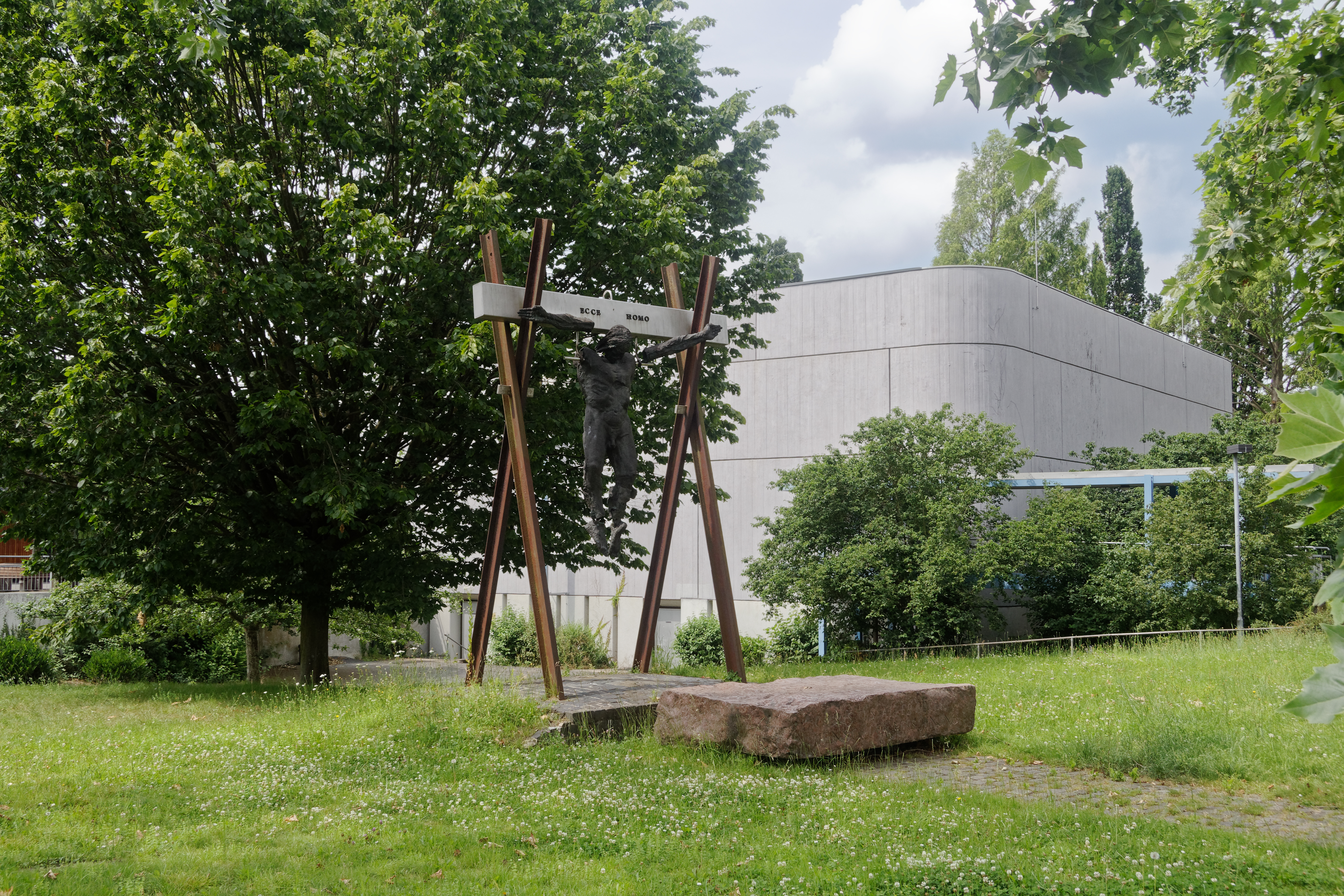
Bronzeplastik „Christus aller Opfer“ des polnischen Künstlers Maksymilian Biskupski

Auf dem oberen Pfarrhof des Kirchengeländes steht eine in den 1970er-Jahren von Maria Elisabeth Stapp angefertigte Marienstatue. Anfangs befand sie sich in der Nordwestecke der Oberkirche. Sie wurde erst später an ihren heutigen Standort außerhalb des Gebäudes versetzt, als die barocke Madonnenfigur vom alten Friedhof ins Kirchinnere versetzt wurde und ihren bisherigen Platz einnahm. Die voranschreitende Bronzefigur hält eine Schriftrolle mit hebräischer Inschrift in der Hand: „Feindschaft setze ich zwischen dir und der Frau, zwischen deinem Nachkommen und ihrem Nachkommen. Er trifft dich am Kopf, und du triffst ihn an der Ferse“ (Genesis 3,15). Diese Darstellungsform ist ungewöhnlich, da die Figur der Maria meist entweder als Madonna mit Jesuskind oder als Pietà dargestellt wird.
Im Jahr 1999 wurde im Außenbereich des Kirchengeländes die lebensgroße Plastik Christus aller Opfer – Menschen der Versöhnung von Maksymilian Biskupski aufgestellt. Sie zeigt den gebrochenen Körper Jesu, der nackt an einem Kreuz hängt, das aus zwei Andreaskreuzen besteht, die einen Querbalken mit der Aufschrift Ecce homo (dt.: Seht, der Mensch) tragen. Die beiden Andreaskreuze bestehen aus zwei gekreuzten Schienen, die einst zum Konzentrationslager Auschwitz führten. Das Monument Biskupskis ist als Mahnmal zu verstehen: Wie Jesus am Kreuz wurden Millionen von Menschen unter den Nationalsozialisten in Konzentrationslagern gedemütigt und entmenschlicht. Umso erstaunlicher und erfreulicher ist die Versöhnung, welche sich nach Kriegsende zwischen Völkern und Religionen entwickeln konnte.